# Namana
Die Namana (russisch und jakutisch Намана) ist ein 422 km (mit Quellflüssen 444 km) langer linker Nebenfluss der Lena in der Republik Sacha (Jakutien) in Russland.
Die Namana entsteht auf dem Lenaplateau, knapp 500 km Luftlinie westlich der Republikhauptstadt Jakutsk, aus den jeweils 22 km langen Quellflüssen Usttach von links und Orgui von rechts. Sie durchfließt zunehmend mäandrierend, zum Teil in einem engen Tal das Lenaplateau in südlicher bis südsüdöstlicher Richtung, bis sie schließlich etwa 50 km nordöstlich der Stadt Oljokminsk, unmittelbar unterhalb des Dorfes Balagannach in die Lena mündet.
Das Einzugsgebiet des Flusses umfasst 16.900 km². Mit Abstand längster Nebenfluss ist der 276 km lange, von links in den Mittellauf mündende Kejikte. Weitere sind Bes-Jurjach (72 km) und Ulachan-Arbai (73 km) von links sowie Sarsan (84 km) von rechts.
Der Abfluss 35 km oberhalb der Mündung beträgt im Jahresmittel 31,87 m³/s, bei einem maximalen monatlichen Mittel von 218 m³/s im Mai. Zwischen November und April beträgt der mittlere monatliche Abfluss unter 3 m³/s, von Januar bis März unter 1 m³/s.